# Krasnostav, Borzna
Krasnostav (în ucraineană Красностав) este un sat în comuna Iadutî din raionul Borzna, regiunea Cernihiv, Ucraina.

## Demografie
Componența lingvistică a localității Krasnostav
     Ucraineană (98,93%)
     Rusă (1,07%)
Conform recensământului din 2001, majoritatea populației localității Krasnostav era vorbitoare de ucraineană (98,93%), existând în minoritate și vorbitori de rusă (1,07%).